# Crash Twinsanity
Crash Twinsanity es un videojuego de plataformas desarrollado por Traveller's Tales y publicado por Vivendi Universal Games para la PlayStation 2 y Xbox. Es la undécima entrega de la serie Crash Bandicoot y el quinto de la principal. La historia tiene lugar tres años después de los acontecimientos de Crash Bandicoot: la venganza de Cortex que sigue al protagonista y al antagonista, Crash Bandicoot y Doctor Neo Cortex, que deben trabajar juntos para impedir que los Gemelos Malvados —un par de loros interdimensionales— destruyan la isla N. Sanity.
Su desarrollo comenzó como Crash Bandicoot Evolution, y pretendía tener un tono más serio que los juegos anteriores. La similitud de la premisa con Ratchet & Clank convenció a Traveller's Tales para reiniciar la producción y crear Crash Twinsanity como un título cómico en el que Cortex formaría equipo con Crash como forma de explorar su personaje. Varios conceptos se eliminaron durante la realización por falta de tiempo, pero se incorporaron al producto final como extras desbloqueables. El juego marca el debut de Lex Lang como la voz de Cortex, quien sustituyó al anterior actor Clancy Brown. 
Crash Twinsanity recibió críticas dispares tras su estreno. La mayoría alabaron la variedad, la presentación, la narrativa, el humor y la voz de Lang, pero tuvieron reacciones encontradas hacia la música y reprocharon los controles, las secciones de plataformas y la cámara. Posteriormente se lanzaron dos versiones para móviles, que también tuvieron una acogida desigual.

## Sistema de juego
Crash Twinsanity se diferencia de las anteriores entregas de la serie por su estilo de juego no lineal; se puede explorar los entornos en todas direcciones y desplazarse sin problemas entre los niveles. A diferencia del formato de «sala central» utilizado en títulos pasados, la progresión del usuario a través de Twinsanity se ve influida por la trama. A lo largo del juego, se controla a tres personajes diferentes: Crash Bandicoot, el Doctor Neo Cortex, en ocasiones a ambos al mismo tiempo o a Nina Cortex según la etapa que se esté jugando. Crash es el protagonista y puede saltar por los aires y aterrizar sobre los enemigos, girar en forma de tornado para derribarlos fuera de la pantalla, deslizarse por el suelo y golpear con el cuerpo para romper ciertos objetos. Cortex va armado con una pistola de rayos y una cantidad limitada de munición, y Nina usa sus brazos mecánicos para pegar a los rivales y agarrarse de aros sostenidos por gárgolas o ubicados en los bordes de las paredes. Cuando Crash está con Cortex puede usarlo para aumentar el alcance de su ataque giratorio, como martillo para romper ciertos objetos y lanzarlo por huecos para activar interruptores. Dos niveles tienen un modo llamado «HumiliSkate», en el que Crash monta a Cortex como una tabla de snowboard improvisada, mientras que otros dos se controlan en uno llamado «Doc Amok», en el que Crash despeja el camino a un Cortex que huye. Otro titulado «RollerBrawl», consiste en que el usuario dirija a ambos por el escenario mientras participan en una pelea.
Las frutas Wumpa están se encuentra dispersa a lo largo del título y conceden una vida extra si se recogen cien. Las cajas también contienen, que puede obtenerse si se rompen. Dos de ellas son explosivas: las de TNT que detonan tras una mecha de tres segundos cuando se salta sobre ellas, mientras que las de Nitro que lo hacen al mínimo contacto físico. También hay una con émbolo que revienta cualquier Nitro en las inmediaciones, las de punto de control que permiten al jugador regresar a ese lugar específico de la etapa al perder una vida y las de mundo que guardan el progreso. Se pueden recolectar gemas esparcidas por las zonas para desbloquear contenido adicional, como arte conceptual y guiones gráficos.

## Trama
Tres años después de su anterior derrota por Crash, el doctor Neo Cortex regresa a las islas Wumpa para vengarse. Incapacita a Coco, y se hace pasar por ella para tenderle una trampa. Tras la victoria del protagonista contra el villano y su Mecha-Bandicoot, los dos caen en picado por un agujero y aterrizan en una cueva. Enfurecido por su derrota, Cortex ataca a Crash y ambos se enzarzan en una prolongada lucha por el lugar. Al volver a la superficie, se encuentran con un par de loros interdimensionales llamados los Gemelos Malvados, que planean destruir las Islas Wumpa y roba el cerebro de Cortex. Después de que este pida ayuda a Crash, es atacado espontáneamente por abejas y es capturado por Papu Papu y sus subordinados luego de entrar en su territorio. Crash lo rescata de su cautiverio y escapa de la persecución de los miembros de la tribu. Tienen otro encuentro con los Gemelos Malvados, que dan vida a una estatua de una deidad para destruir a la pareja. Cortex, tras enterarse de que proceden de la Décima Dimensión, urde un plan e invita a Crash en su guarida antártica.
Ambos intentan entrar en el Iceberg Lair por la entrada principal, pero la puerta está congelada, lo que les obliga a tomar un camino alternativo. En el proceso liberan sin querer a Uka Uka que les ataca con un cuerpo gigante formado de hielo. Su hermano gemelo Aku Aku lo convence de unir fuerzas y combatir a los Gemelos Malvados, pero son derrotados fácilmente. Cortex presenta el Psicetrón, un dispositivo que permite viajar a la Décima Dimensión, pero que necesita Cristales de Poder para funcionar. Crash utiliza a Cortex como tabla de snowboard improvisada en un intento de llegar a la nave del Doctor N. Gin y recoger los cristales de poder, y la choza de Dingodile es destruida en el proceso. La aventura por el acorazado acaba con la explosión de un alijo de cajas de TNT, lo que hunde el barco e impulsa a Crash a un enfrentamiento con los doctores Nefarious Tropy y Nitrus Brio en un témpano de hielo lejano. Regresa al Iceberg Lair con Cortex, donde este último es atacado por una recuperada Coco, que cree que secuestró a su hermano. Su ofensiva hace que dos de los cristales de poder salgan despedidos hacia el Psicetrón, lo que daña la máquina y paraliza a Coco en una reacción en cadena. El dúo ponen rumbo a la Academia del Mal de Madame Amberly con la esperanza de reclutar a Nina, para que les ayude a reparar el aparato.
Crash y Cortex se cuelan en la Academia a través del sistema de alcantarillado, donde se defienden de un ataque de Dingodile. Después de hallar a Nina y encontrarse con Madame Amberley, Cortex recuerda el origen de los Gemelos Malvados: cuando era un estudiante de ocho años en la academia usó a sus dos loros mascota, Victor y Moritz, como sujetos de prueba para un prototipo de su Evolvo-Rayo, pero el experimento terminó por transportarlos a la Décima Dimensión, donde mutarían por la severa «reverso-radioactividad» del entorno. El trío regresa al Iceberg Lair, repara el Psicetrón y viaja a la Décima Dimensión para enfrentarse a los loros. A su llegada, Nina es secuestrada por un doble malvado de Crash y llevada a su desolado hogar en la Isla Twinsanity. Tras acorralarlo, Cortex se ofrece valientemente en su lugar, lo que conduce a una persecución. Los tres logran escapar y se dirige al complejo de los Gemelos Malvados, donde Cortex se los enfrenta y les ordena que vuelvan a su jaula. Los lloros la transforman en un robot gigante y se enzarzan en una batalla final con el trío. Son derrotados y huyen del complejo, pero son devorados por Evil Crash después que se refugian en su casa. Luego que el grupo regrese a su propia dimensión, Cortex intenta eliminar a Crash, pero el Psychetron, que funciona mal, lo teletransporta a su mente, donde queda atrapado con una multitud de duplicados danzantes de Crash.

## Desarrollo

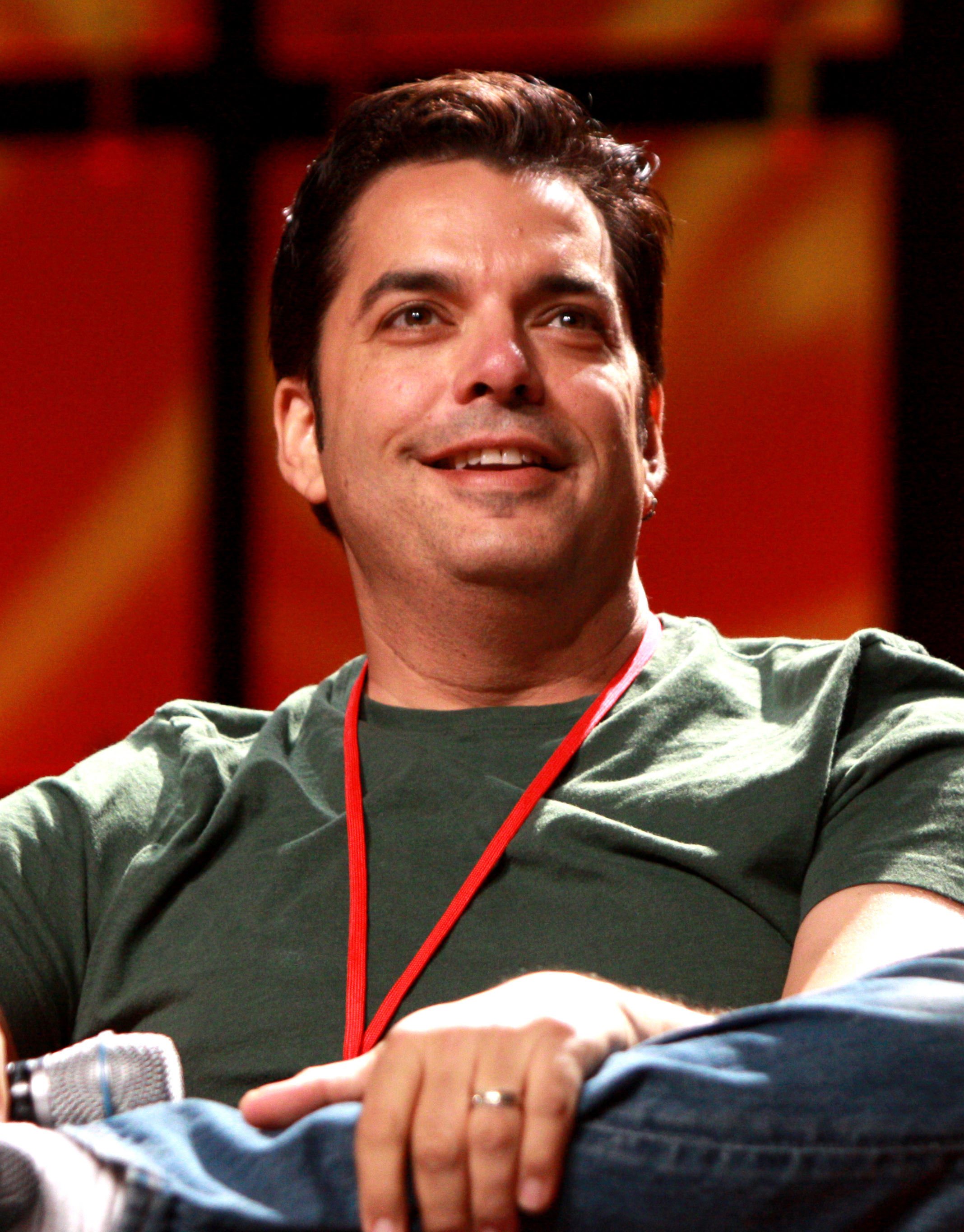
Crash Twinsanity supone el debut de Lex Lang (fotografiado en 2013) como la voz del antagonista de la serie, el Doctor Neo Cortex; su interpretación ha sido ampliamente aclamada por la crítica.

La división Oxford de Traveller's Tales desarrolló Crash Twinsanity, mientras que Vivendi Universal Games lo publicó. Titulado originalmente Crash Bandicoot Evolution y su premisa consistía en que los Gemelos Malvados robaban la isla en la Tierra y la injertaban en un planeta gigante hecho de trozos de otros. Se pretendía que el tono fuera más serio que las entregas anteriores de la serie, y el equipo de desarrollo utilizó ampliamente el término «edgy» para describirlo. En respuesta al lanzamiento de Ratchet & Clank de Insomniac Games, con una trama idéntica, Traveller's Tales abandonó Crash Bandicoot Evolution y reinició la producción con el objetivo que el siguiente título de Crash fuera lo más cómico posible. El nuevo juego pasó por varios títulos provisionales, incluidos Unlimited, Fully Fluxed y Twinsane. Finalmente, VU Games dio a Traveller's Tales una hora para elegir el definitivo antes que se seleccionara por defecto Unlimited. Al artista conceptual Keith Webb se le ocurrió el nombre Crash Twinsanity cuando solo quedaban cinco minutos para el final. Se anunció como Crash Bandicoot: Unlimited el 26 de marzo de 2004, con Crash Twinsanity originalmente previsto como nombre americano.
El diseñador jefe Paul Gardner y el artista Daniel Tonkin explicaron que Cortex se hizo jugable como una oportunidad para explorar su personaje, y se unió a Crash porque «no tenía sentido que fueran dos opuestos y controlables porque el usuario estaría jugando contra sí mismo». El productor y director creativo David Robinson citó a Jay y Bob el silencioso y Ren y Stimpy como las principales influencias en la dinámica de los protagonistas, ya que ambas propiedades ofrecen una variación de dos personalidades opuestas que pasan mucho tiempo juntas; Jordan Reichek, miembro del personal de Ren y Stimpy, escribió el guion y aportó su creatividad y a la mecánica, e ilustró la portada. Duke Mighten creó y diseñó Nina Cortex para una versión temprana de Crash Nitro Kart y, debido a su popularidad entre el equipo, se decidió retomarlo para esta entrega. Gardner creó un modelo básico modificado a partir de Cortex y Chris Abedelmassieh el definitivo, terminado en solo un fin de semana. Aunque Crash Twinsanity iba a ser su debut, Webb alertó a Gardner de su aparición anticipada en Crash Fusión tras encontrarla en capturas de pantalla recién salidas. Crunch Bandicoot hizo un cameo debido a su condición de favorito de los aficionados. Se eliminó una fase que tenía lugar en la mente de Coco, «Gone a Bit Coco», porque la producción estaba demasiado avanzada para garantizar que pudiera terminarse y jugarse sin que se bloqueara. Otros contenidos, como un cameo de Fake Crash o la apariencia de un Cortex bueno también se quitaron, pero aparece en imágenes conceptuales desbloqueables en la versión final. Se descartó una maniobra de golpe del protagonista que apareció en la demo de Crash Bandicoot Unlimited debido a su capacidad involuntaria de destruir el escenario. Rusty Walrus, una morsa azul que persigue a Crash en un nivel, se inspiró en el jefe final de The New Zealand Story.
Chris Borders eligió y dirigió los actores de voz. Clancy Brown, el anterior actor de Cortex, había abandonado la serie debido a su descontento con la compensación económica de la industria del videojuego para los intérpretes de voz. Así que llamaron a Lex Lang para una audición para reemplazarlo, y se le explicó que VU Games consideraba que la actuación de Brown era «demasiado mala». Después de que Borders le describiera el personaje a Lang y le hiciera escuchar muestras de la representación de Brown, lo animó a interpretarlo como más extravagante y egocéntrico. Lang creó finalmente una actuación que era «el mal maestro con un poco de lado femenino infantil que se filtra en sus diatribas» que hizo que todo el mundo se riera de las líneas y del villano. Monty Python's Flying Circus tuvo una influencia adicional en su interpretación como Cortex. Otros miembros del reparto son Mel Winkler, Michael Ensign, Susan Silo, Debi Derryberry, Alex Fernandez, Dwight Schultz y Quinton Flynn. Los videos de movimiento completo han sido creados por Red Eye Studios, que ya había hecho los de Crash Nitro Kart. La banda sonora fue compuesta, interpretada, arreglada y producida por el grupo a capela Spiralmouth, mientras que Gabriel Mann grabó y la mezcló en Asylum Recording Studios en Los Ángeles.

## Lanzamiento
Crash Twinsanity se presentó junto a otros títulos de VU Games en la feria de juegos de consumo Game Stars Live, celebrada en ExCeL London del 1 al 5 de septiembre de 2004. El stand contaba con un «Rincón del desafío» donde los asistentes competían por premios basados en Crash y Spyro. La versión dorada se logró el 7 de septiembre de 2004, y salió a la venta en Norteamérica el 28 de septiembre de 2004, en Europa el 8 de octubre de 2004 y en Australia el 28 de octubre de 2004. Se anunció una versión para GameCube, pero se canceló por razones no reveladas; IGN especuló que se debía a los decepcionantes resultados económicos de otros títulos de VU Games en el sistema. En el Reino Unido, Crash Twinsanity debutó en el puesto veinticinco de las listas de ventas, y se mantuvo entre los cuarenta más adquiridos en la temporada navideña de 2004.
VU Games desarrolló una versión móvil, publicada por I-play y lanzada el 6 de noviembre de 2004. Consta de seis niveles basados en las fases «Doc Amok» de su símil de consola. Otro juego para móviles, llamado Crash Twinsanity 3D, ha sido publicado por Vivendi Games Mobile y Wonderphone y producido por Kuju Entertainment para una exclusiva selección de terminales 3G con java que acompañaron el lanzamiento comercial de Vodafone live! en diciembre de 2004, entre ellos los Motorola E1000, V980 y C980, el Nokia 6630, el Sony Ericsson V800, los Sharp 802 SH y 902 SH, y el Toshiba V902T. El jugador controla a Crash Bandicoot, que debe esprintar por una carretera tridimensional y esquivar obstáculos, derrotar enemigos y recoger objetos por el camino. En 2007, la versión para PlayStation 2 se reeditó en el recopilatorio de tres discos llamado Crash Bandicoot Action Pack junto a Crash Nitro Kart y Crash Tag Team Racing.

## Recepción
Crash Twinsanity recibió críticas dispares en el momento de su lanzamiento. El mundo abierto fue acogido como una mejora respecto al «claustrofóbico» diseño de niveles de entregas anteriores, y los diversos estilos estuvieron elogiados como inteligentes y bien implementados; James B. Pringle de IGN comparó las «ingeniosas» fases de Doc Amok con los de Lemmings, y Louis Bedigian de GameZone consideró que la secuencia de RollerBrawl era la mejor. Sin embargo, las secciones de plataformas se valoraron como formulistas y cansinas. La mecánica de controlar a Crash y Cortex en tándem atrajo comparaciones con Jak and Daxter: The Precursor Legacy y Whiplash. mientras que el segmento RollerBrawl ha sido ampliamente relacionado con Super Monkey Ball. El personaje de Nina Cortex obtuvo opiniones positivas, algunos compararon sus brazos robóticos extensibles con los de Bionic Commando. La cámara fue ampliamente reprochada por ser poco fiable y cooperativa, y los controles se consideraban lentos. Kristan Reed de Eurogamer y GR Chimp de GameRevolution tacharon el sistema de puntos de control y guardado automático de defectuoso y demasiado espaciado.
El aspecto visual recibió evaluaciones mayormente positivas. Pringle destacó la sensación de «dibujo animado» que dan sus colores vivos y nítidos. Chris Stead de Australian GamePro reconoció que los gráficos son «bastante bonitos», pero afirmó que la detección de colisiones y las frecuentes barreras invisibles «dejan mucho que desear». Brent Soboleski de TeamXbox, Ryan Davis de GameSpot y Nick Valentino de GameZone proclamaron que Twinsanity es el juego de Crash Bandicoot con mejor aspecto hasta la fecha; destacaron el aumento de detalle en los diseños de Crash y Cortex y sus animaciones más suaves y expresivas que telegrafían sus personalidades, aunque Soboleski, Davis y GR Chimp pensaron que los efectos de partículas e iluminación y la velocidad de fotogramas de la versión para PlayStation 2 eran inferiores a los de la de Xbox. Soboleski y Reed observaron una falta de textura y detalle en los entornos, y Reed y Wooldridge señalaron la corta distancia de dibujado. Tanto Bedigian como un artículo publicado en Electronic Gaming Monthly tacharon los efectos visuales de mediocres. Pringle y Reed elogiaron la calidad de los vídeos, aunque la imposibilidad de saltárselos se consideraba una molestia.
El audio, sobre todo la música, tuvo una acogida desigual. Pringle afirmó que era adecuada, pero admitió que «no era fanático» de la partitura «pop-jazz» en el nivel de nieve/hielo, que «acabó por ponerme de los nervios al cabo de un rato». Soboleski alabó el doblaje por estar «bien hecho, con la cantidad adecuada de sarcasmo, humor y actitud para mantener a los jugadores riendo», pero reprochó la melodía por ser «bastante repetitiva y bastante tópica, basada en lo que hemos estado escuchando año tras año de la serie». Andrew Wooldridge de 1UP.com le divirtió la música y dijo que «sonando como un equipo de imitadores de Bobby McFerrin (ya sabes, "Don't Worry, Be Happy"), los vocalistas se esfuerzan al máximo para dar al juego un aire de comedia física». Davis la elogió por ser pegadiza y admiró el singular aspecto a capella de la banda sonora, pero añadió que, aunque los efectos de sonido habituales de la serie «encajan perfectamente» en el diseño sonoro, «algunos se usan con demasiada frecuencia y otros suenan un poco cansados». Valentino disfrutó con la banda sonora, Bedigian arremetió contra ella por considerarla «una música increíblemente molesta que no encaja con el alocado mundo de Crash Bandicoot». Vincent López de Official Xbox Magazine comentó que la remezcla a capela «recibiría un bienvenido a casa en Pee-wee's Playhouse». Reed pensó que era «ocasionalmente inspirada» y se mostró sorprendido por la calidad de algunas de las pistas —citando como ejemplo la lucha contra el jefe Uka Uka—, pero advirtió que «otras, sin embargo, adormecen el cerebro hasta convertirlo en mantillo, así que no esperes calidad sin diluir». Andrew Reiner de Game Informer reconoció la partitura y los arreglos vocales «influenciados por la melodía coral y el doo wop» son «tremendamente ingeniosos». GR Chimp describió la pista de audio como una «combinación de jungla, pop y un cuarteto barbershop completamente extraña y pegadiza», y opinó que «el extravagante enfoque de la composición ayuda a dar al título su actitud».
Los diálogos humorísticos y la comedia bufonesca se consideraron un punto culminante, y elogiaron la caracterización de Cortex y la interpretación vocal de Lex Lang. Los revisores apreciaron la dimensión añadida a su personalidad y contemplaron que el personaje y sus diálogos eran los más entretenidos y logrados de la entrega. Valentino lo describió como «una locura en el mejor sentido posible», mientras que Reiner admitió que «convertir a Cortex en un lunático travestido provocó algunas risas».
La recepción de las versiones para móviles también fue desigual. Levi Buchanan de IGN consideró que la adaptación para I-play era «infinitamente más divertida» que su homóloga para consola, al destacar los coloridos gráficos y el «bien hecho» arte de los protagonistas, pero señaló como puntos negativos los controles insensibles y la falta de audio. Avery Score de GameSpot valoró positivamente la jugabilidad «probada», los gráficos «geniales», el valor «decente» y el parecido «bueno» de los personajes, pero reprochó la falta de audio, el control «quisquilloso», la ausencia de innovación en términos de jugabilidad, la ausencia de enemigos y el hecho que Cortex pareciera «descerebrado». Chris James de Pocket Gamer otorgó a Crash Twinsanity 3D una puntuación de cinco sobre diez, resaltó los controles sencillos y relativamente ágiles y su cuidada presentación, pero criticando la incómoda perspectiva, la detección de colisiones «muy quisquillosa», las largas animaciones y las prolongadas pantallas de carga.

## Futuro
Antes del lanzamiento europeo de Crash Twinsanity, Daniel Tonkin declaró que Traveller's Tales seguía «muy interesada en la franquicia y creo que si surgiera la oportunidad estaríamos más que encantados de hacer otro juego». Una propuesta para una nueva entrega de Crash Bandicoot, con el título provisional Cortex Chaos, se desarrolló por el estudio después de su finalización. La premisa giraba en torno a Crash siendo absorbido por varios programas de televisión por un invento creado por Cortex. A Twinsanity le siguieron los títulos producidos por Radical Entertainment, Crash of the Titans y Crash: Mind Over Mutant.
En una entrevista de 2012, Keith Webb señaló que si su videojuego Go! Go! Kokopolo tuviera el éxito suficiente para ampliar su estudio, intentaría acercarse a Activision con una oferta para crear Cortex Chaos con tantos miembros del equipo de Twinsanity como fuera posible. El 3 de agosto de 2017, tras el estreno de Crash Bandicoot N. Sane Trilogy, Webb envió una carta abierta a Vicarious Visions felicitándoles por el éxito del título. Afirmaba que si Activision expresaba alguna vez su interés en desarrollar un nueva versión de este juego, él y un puñado de desarrolladores anteriores volverían encantados a trabajar en él.